# Davide Pedersoli
A Davide Pedersoli & C. é uma empresa italiana de fabricação de armas de fogo com sede em Gardone, Itália, que foi fundada em 1957 por Davide Pedersoli.

## Visão geral
A Davide Pedersoli é especializada em réplicas de armas de pólvora negra projetadas por CNC para caça, tiro de precisão e recriação histórica. Suas armas normalmente são mais caras do que seus concorrentes, mas têm uma reputação de precisão e confiabilidade.
Em 2014, a Davide Pedersoli fechou parceria com três outros fabricantes italianos (F.A.I.R, Sabatti e uma divisão da Tanfoglio chamada FT Italia) para melhor atender o mercado de armas de fogo dos Estados Unidos: sendo criado o Italian Firearms Group, localizado em Amarillo, Texas, que é o centro de importação, vendas, marketing, distribuição e serviços para essas empresas nos Estados Unidos.

## Produtos
A Pedersoli é um dos fabricantes mais prolíficos de rifles e carabinas Sharps. A empresa também fabrica réplicas de pistolas de duelo e pistolas Harper's Ferry.